# Krojanty
Krojanty (deutsch Krojanten, kaschubisch Krojantë) ist ein Dorf der Landgemeinde Chojnice (Konitz) in der Woiwodschaft Pommern im Norden von Polen. 
Das Dorf befindet sich am Südrand der Tucheler Heide, ca. sieben Kilometer nordöstlich von Chojnice, gelegen an der ehemaligen Preußischen Ostbahn von Konitz über Rytel (Rittel) weiter nach Tczew (Dirschau).
Am 1. September 1939 fand dort das Gefecht von Krojanty statt, welches zum Propagandamythos wurde, weil polnische Kavallerie auf deutsche Panzer traf.
Der ehemalige Landsitz, einst im Besitz diverser Adelsfamilien beherbergt inzwischen eine Privatklinik, die sich auch an internationale Patienten wendet.